# Рас-Лаффан
Рас-Лаффан (араб. رأس لفان‎, англ. Ras Laffan Industrial City) — один из трёх крупнейших промышленных центров Катара (вместе с Умм-Саидом и Духаном). Расположен в 80 км на северо-восток от Дохи, у мыса Лаффан (Рас-Лаффан). Административно относится к муниципалитету Эль-Хаур.
Основные производственные мощности направлены на производство сжиженного природного газа (СПГ), преобразования природного газа в жидкое моторное топливо (технология ГЖК), и получение сопутствующих продуктов. Управляется государственной компанией Qatar Petroleum.

## Экономика

### Газовая промышленность
Разработка проекта начата в 1991 году. Строительство первого завода по производству СПГ началось в 1994 году, первую продукцию он выдал в конце 1996 года.
По состоянию на 2016-й год в Рас Лаффан работают предприятия Qatargas, RasGas, Dolphin Energy, Oryx GTL, Pearl GTL и др.
Для обеспечения персонала, обслуживающего производство, водой, пришлось построить мощные опреснительные установки.

### Порт
Строительство порта, предназначенного для экспорта сжиженного природного газа, газового конденсата и серы, началось в первом квартале 1992 года. Были построены два волнореза: северный — длиной 6 км, и южный — около 5 км. Также проводились дноуглубительные работы.
Проектированием и строительством занималось совместное катарско-испанское предприятие Condotte Qatar совместно с итальянской фирмой Grandi Lavori Fincosit.
Первая очередь причала была построена в 1996 году, а в 1997 году строительство было завершено.
Порт имеет четыре погрузочных причала суммарной мощностью 30 млн тонн
Также построены два 300-метровых сухогрузно-контейнерных терминала, каждый из которых может принимать суда дедвейтом до 45 000 тонн, 150-метровый причал для тяжёлых грузов, с рампой «ро-ро» 35-метровой ширины, и причал длиной 270 м для четырёх буксиров, а также для лоцманских катеров.
Сверх того имеются два наливных причала, способные принять суда дедвейтом до 300 000 тонн в частично загруженном состоянии, и 420-метровый причал для морских буровых платформ.

### Верфь
В 2010 году было образовано совместное предприятие Nakilat и Damen Group — Nakilat Damen Shipyards Qatar (NDSQ). Это предприятие управляет верфью Erhama Bin Jaber Al Jalahma Shipyard, расположенной близ Рас Лаффан. Верфь занимает площадь около 15 гектаров и предназначена для ремонта и строительства морских судов. Первое судно — баржа длиной 160 метров, было построено в 2012 году.
По состоянию на 2016-й год верфь построила более сорока судов.